# Cecidosídeos
Cecidosídeos (Cecidosidae) é uma família de insectos da ordem Lepidoptera.